# Street Art Collage
Street art collage är en konstnärlig stil inom gatukonst som använder sig av upphittat eller återanvänt material för att skapa en bild. Till skillnad från kollage är street art collage ursprungligen ämnat att synas på gator och i publika miljöer, men har på senare tid även börjat utövas på kanvas.

## Historia
Stilen utvecklades jämsmed grafittin i Europa under 1900-talet som ett sätt att uttrycka politiska åsikter i publika miljöer när visuella uttrycksformer var under lupp av staten.

## Metod
Genom att klippa ut delar ur exempelvis tidningar eller fotografier, som sedan läggs i lager tillsammans med färg och andra material, skapas ett collage som tillsammans utgör bilden. Andra material som kan användas är exempelvis flyers, omslagspapper, klisterlappar, affischer, krita, sprayfärg, färgpennor och akrylfärg.

## Kända utövare
Bland kända utövare kan nämnas konstnärer som Romare Bearden, Robert Rauschenberg, Lance Rothstein, Ernest Pignon-Ernest, Joe Webb och Mimmo Rotella som har kallats för en av gatukonstens förfäder. Bland svenska utövare kan nämnas Simone Löhndorf.

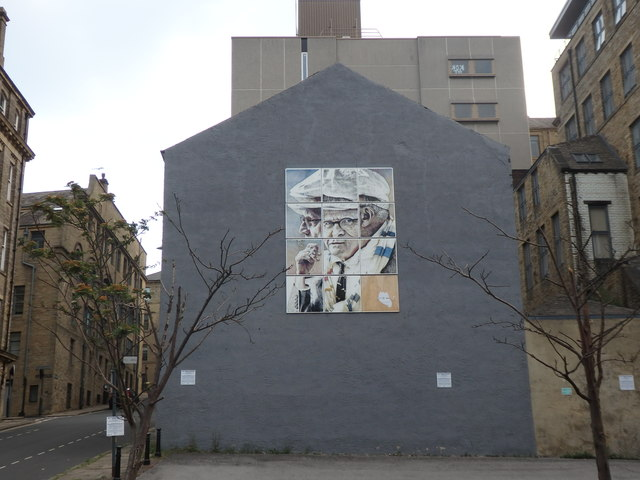
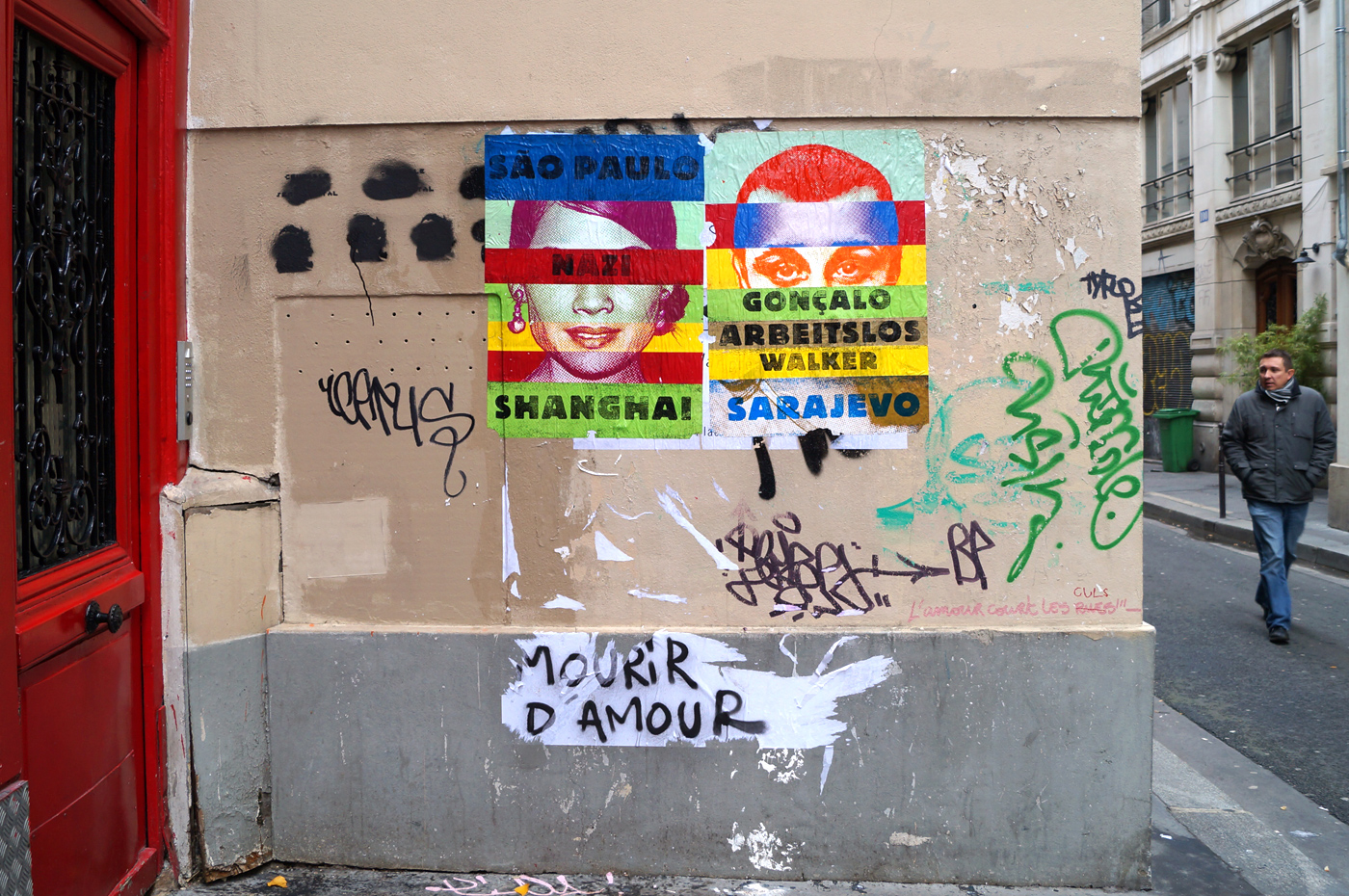
Street art collage på gata i Paris med politiskt budskap
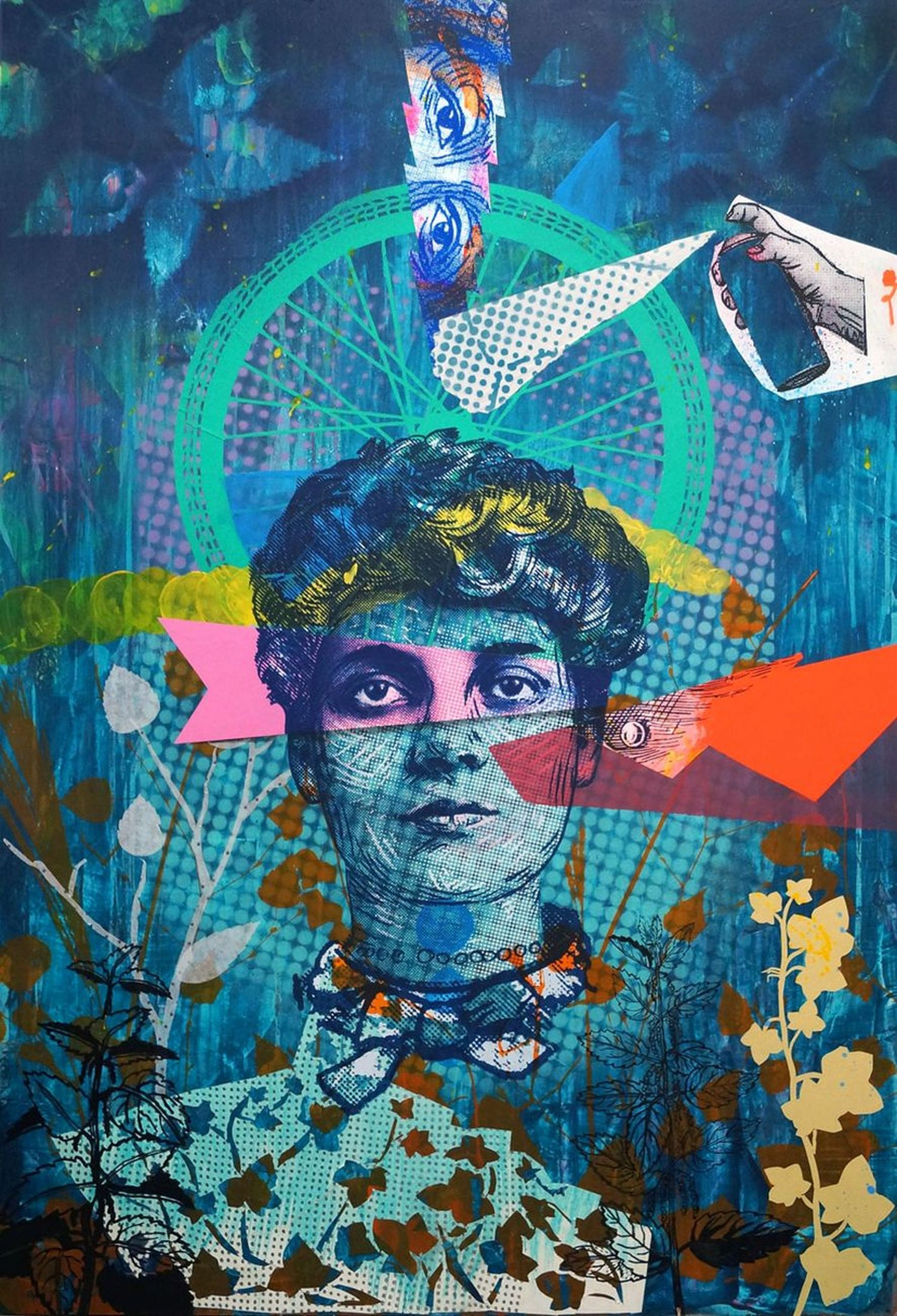
Street art collage med tydliga urklipp
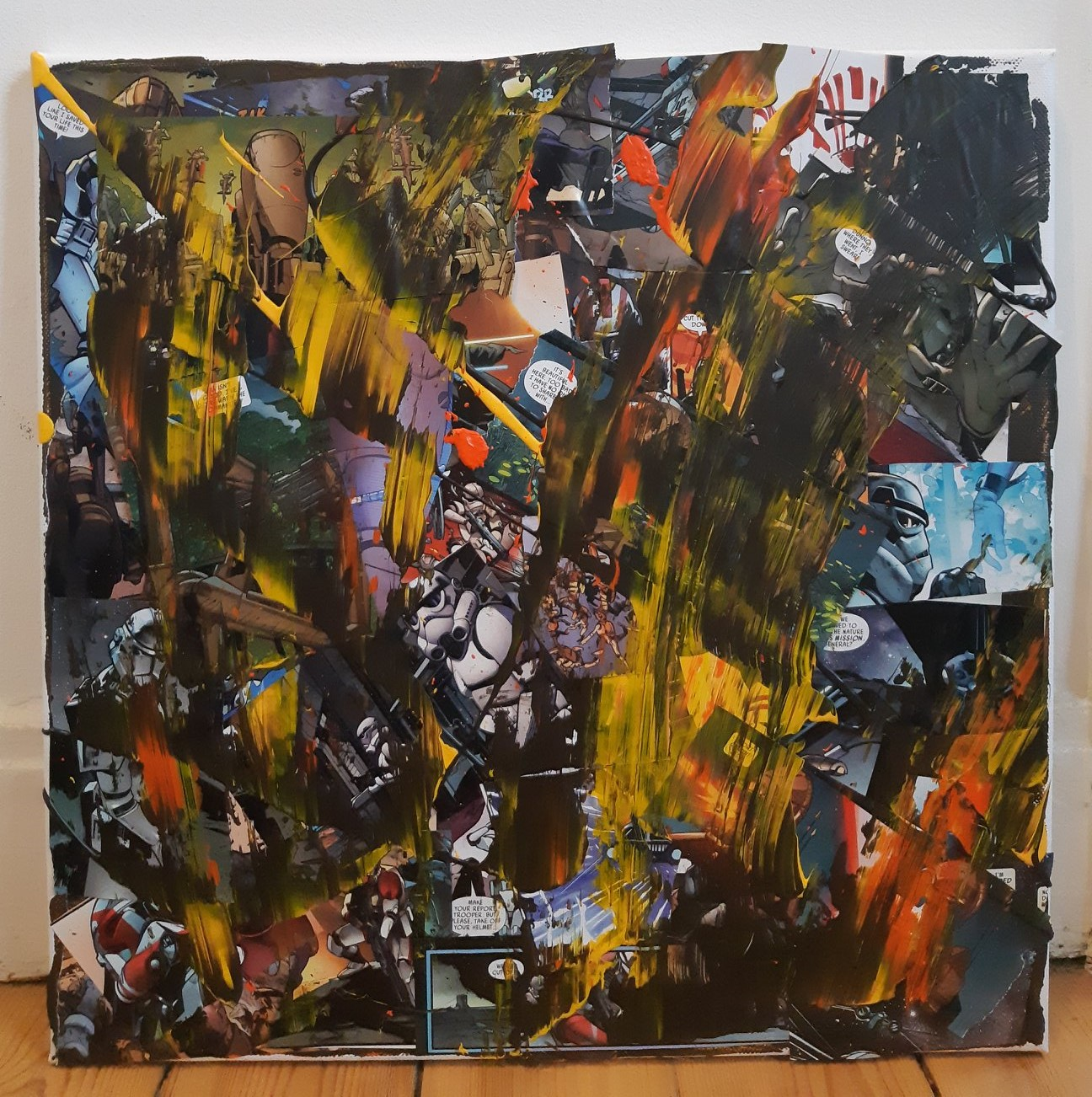
Street art collage på kanvas med Star Wars-motiv
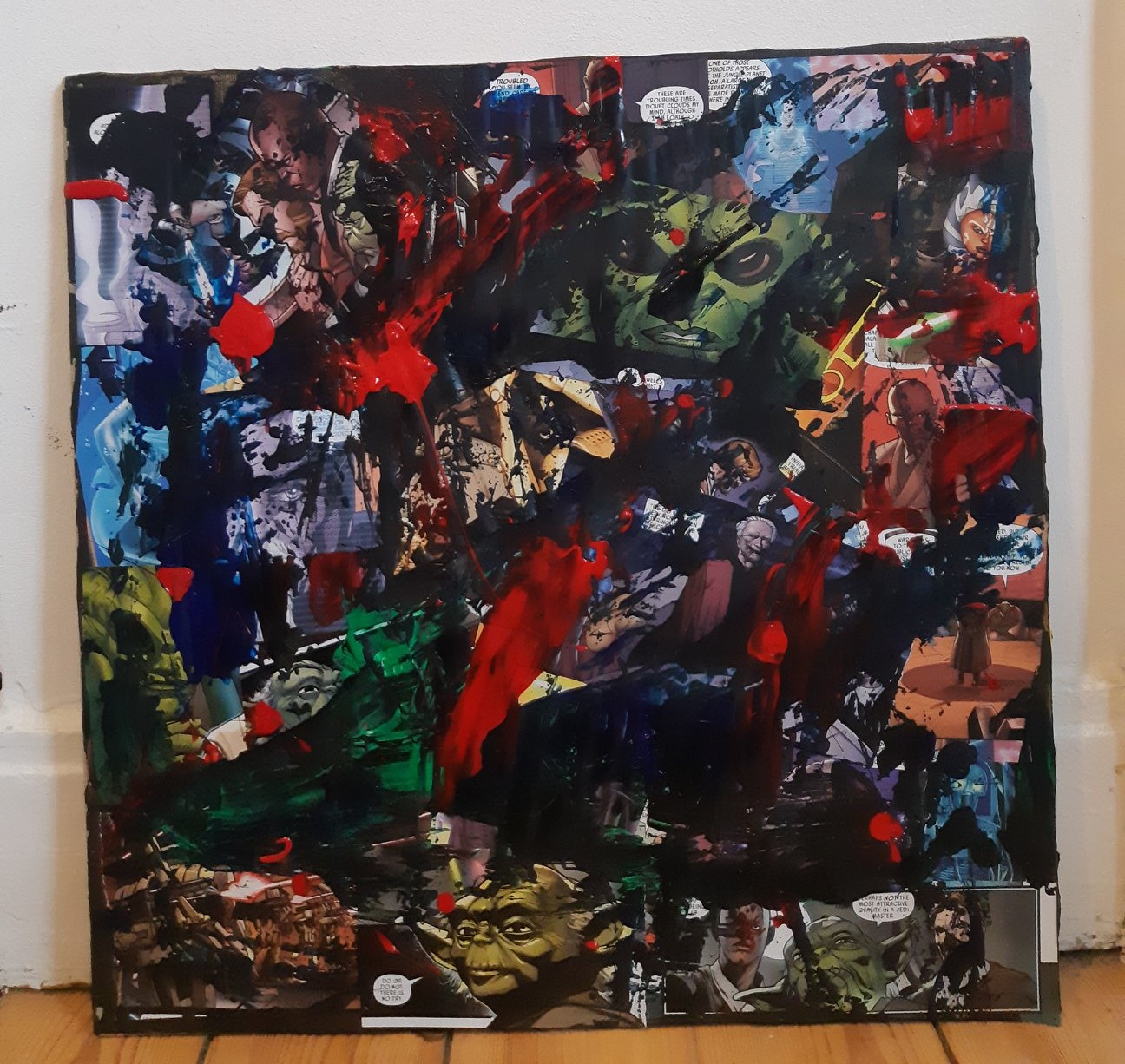
Street art collage på kanvas med Star Wars-motiv